# Klaus (Vorarlberg)
Klaus – gmina w Austrii, w kraju związkowym Vorarlberg, w powiecie Feldkirch. Według Austriackiego Urzędu Statystycznego liczyła 3094 mieszkańców (1 stycznia 2015).

## Współpraca
Miejscowość partnerska:
- Donnerskirchen, Burgenland